# Édouard Candeveau
Édouard Candeveau, född 11 februari 1898, död 12 november 1989, var en schweizisk roddare.
Candeveau blev olympisk guldmedaljör i tvåa med styrman vid sommarspelen 1924 i Paris.